# Élincourt
Élincourt és un municipi francès, situat a la regió dels Alts de França, al departament del Nord. L'any 2006 tenia 652 habitants. Limita al nord-est amb Clary, a l'est amb Maretz, al sud-est amb Prémont, al sud amb Serain, al sud-oest amb Malincourt, a l'oest amb Dehéries i al nord-oest amb Walincourt-Selvigny.

## Demografia
| 1962                                       | 1968 | 1975 | 1982 | 1990 | 1999 | 2006 |
| ------------------------------------------ | ---- | ---- | ---- | ---- | ---- | ---- |
| 810                                        | 821  | 715  | 695  | 658  | 665  | 652  |
| Des de 1962: població sense dobles comptes |      |      |      |      |      |      |

## Administració
| Període   | Identitat          | Partit |
| --------- | ------------------ | ------ |
| 2001-2008 | Thérèse Bonneville |        |
| 2008-     | Pierre Laude       |        |